# .219 Zipper

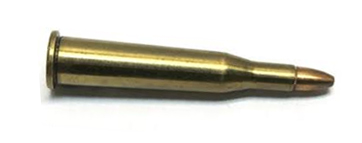
Um .219 Zipper.

O .219 Zipper, é um cartucho de fogo circular criado pela Winchester Repeating Arms em 1937 para ser usado em seu rifle de repetição por ação de alavanca Model 64. Ele usa um estojo do .30-30 Winchester estreitando a "boca" para acondicionar uma bala de calibre .22. A Marlin Firearms também ofereceu seu rifle Marlin Model 336 com câmara para esse cartucho, comercialiando-o como "Marlin 336 Zipper.

## Histórico
O .219 Zipper deveria competir com outros cartuchos para controle de animais daninhos da época, no entanto, a maioria dos rifles por ação de alavanca usavamm carregadores tubulares, que impediam o uso de cartuchos com balas pontiagudas (caso do projeto original do Zipper), o que forçou o uso de balas com pontas rombudas, ocasionando problemas de falta de precisão nos tiros. A Winchester parou de produzir munição .219 Zipper em 1962, a Remington Arms interrompeu a produção do cartucho logo depois. O .219 Zipper é o ancestral do .219 Donaldson Wasp e P.O. Ackley criou o .219 Zipper Improved em 1937. Os cartuchos "Chucker" e "Super-chucker" de Leslie Lindahl e modificações "wildcat" feitas por Hervey Lovell, Lysle Kilbourne' e W. F. Vickery ofereceram balística similarmente superior em armas de tiro único e por ação de ferrolho.
Embora o formato chato ou arredondado da ponta da bala causasse rápida perda de velocidade, ainda assim, o .219 Zipper é adequado para caça de animais de pequeno porte, incluindo lobo ou coiote, e até mesmo cervos se carregados com uma bala mais pesada de 55 grãos (3,56 gramas). Ele funciona bem em armas projetadas para disparar munição com aro, como os Lee–Enfield com novos canos, mas não em ações do tipo Mauser, que não são.